# Kabinet-Baldwin I
Het kabinet–Baldwin I was de uitvoerende macht van de Britse overheid van 22 mei 1923 tot 22 januari 1924.

## Samenstelling
| Ambtsbekleder                                                           | Ambtsbekleder            | Ambtsbekleder                                              | Functie                               | Ambtstermijn     | Ambtstermijn     | Partij             |
| ----------------------------------------------------------------------- | ------------------------ | ---------------------------------------------------------- | ------------------------------------- | ---------------- | ---------------- | ------------------ |
|                                                                         | Stanley Baldwin          | Stanley Baldwin (1867–1947)                                | Premier                               | 22 mei 1923      | 22 januari 1924  | Conservative Party |
| Leader of the House of Commons                                          | Stanley Baldwin          | Stanley Baldwin (1867–1947)                                |                                       | 22 mei 1923      | 22 januari 1924  | Conservative Party |
| Minister van Financiën                                                  | Stanley Baldwin          | Stanley Baldwin (1867–1947)                                | 23 oktober 1922                       | 27 augustus 1923 |                  | Conservative Party |
| Minister van Financiën                                                  |                          |                                                            | Neville Chamberlain (1869–1940)       | 27 augustus 1923 | 22 januari 1924  | Conservative Party |
|                                                                         | George Curzon            | Markies van Curzon van Kedleston George Curzon (1859–1925) | Minister van Buitenlandse Zaken       | 23 oktober 1919  | 22 januari 1924  | Conservative Party |
| Leader of the House of Lords                                            | George Curzon            | Markies van Curzon van Kedleston George Curzon (1859–1925) | 7 december 1916                       |                  | 22 januari 1924  | Conservative Party |
|                                                                         | William Bridgeman        | William Bridgeman (1864–1935)                              | Minister van Binnenlandse Zaken       | 23 oktober 1922  | 22 januari 1924  | Conservative Party |
|                                                                         | George Cave              | Burggraaf Cave George Cave (1856–1928)                     | Lord Chancellor                       | 23 oktober 1922  | 22 januari 1924  | Conservative Party |
|                                                                         | James Gascoyne-Cecil     | Markies van Salisbury James Gascoyne-Cecil (1861–1947)     | Lord President of the Council         | 23 oktober 1922  | 22 januari 1924  | Conservative Party |
| Kanselier van het Hertogdom Lancaster                                   | James Gascoyne-Cecil     | Markies van Salisbury James Gascoyne-Cecil (1861–1947)     | 25 mei 1923                           | 23 oktober 1922  |                  | Conservative Party |
|                                                                         | Robert Cecil             | Burggraaf Cecil van Chelwood Robert Cecil (1864–1958)      | Lord Privy Seal                       | 22 mei 1923      | 22 januari 1924  | Conservative Party |
|                                                                         | Edward Stanley           | Graaf van Derby Edward Stanley (1865–1948)                 | Minister voor Oorlog                  | 23 oktober 1922  | 22 januari 1924  | Conservative Party |
|                                                                         | Leo Amery                | Leo Amery (1873–1955)                                      | Minister voor de Marine               | 23 oktober 1922  | 22 januari 1924  | Conservative Party |
|                                                                         | Philip Cunliffe-Lister   | Sir Philip Cunliffe-Lister (1884–1972)                     | Minister van Handel                   | 23 oktober 1922  | 22 januari 1924  | Conservative Party |
|                                                                         | Neville Chamberlain      | Neville Chamberlain (1869–1940)                            | Minister van Volksgezondheid          | 8 maart 1923     | 27 augustus 1923 | Conservative Party |
|                                                                         | William Joynson-Hicks    | Sir William Joynson-Hicks (1865–1932)                      | Minister van Volksgezondheid          | 27 augustus 1923 | 22 januari 1924  | Conservative Party |
|                                                                         | Anderson Montague-Barlow | Sir Anderson Montague- Barlow (1868–1951)                  | Minister van Arbeid                   | 23 oktober 1922  | 22 januari 1924  | Conservative Party |
|                                                                         | George Tryon             | George Tryon (1871–1940)                                   | Minister van Pensioenen               | 23 oktober 1922  | 22 januari 1924  | Conservative Party |
|                                                                         | Edward Wood              | Edward Wood (1881–1959)                                    | Minister van Onderwijs                | 23 oktober 1922  | 22 januari 1924  | Conservative Party |
|                                                                         | John Baird               | Sir John Baird (1874–1941)                                 | Minister van Transport                | 23 oktober 1922  | 22 januari 1924  | Conservative Party |
| Minister van Openbare Werken                                            | John Baird               | Sir John Baird (1874–1941)                                 |                                       | 23 oktober 1922  | 22 januari 1924  | Conservative Party |
|                                                                         | Robert Sanders           | Sir Robert Sanders (1867–1940)                             | Minister van Landbouw en Visserij     | 23 oktober 1922  | 22 januari 1924  | Conservative Party |
|                                                                         | John Colin Davidson      | Sir John Colin Davidson (1889–1970)                        | Kanselier van het Hertogdom Lancaster | 25 mei 1923      | 22 januari 1924  | Conservative Party |
|                                                                         | Victor Cavendish         | Hertog van Devonshire Victor Cavendish (1868–1938)         | Minister voor Koloniale Zaken         | 23 oktober 1922  | 22 januari 1924  | Conservative Party |
|                                                                         | Willem Peel              | Graaf Peel Willem Peel (1867–1937)                         | Minister voor Brits-Indië             | 20 maart 1922    | 22 januari 1924  | Conservative Party |
|                                                                         | John Gilmour             | Burggraaf Novar Ronald Munro Ferguson (1860–1934)          | Minister voor Schotland               | 23 oktober 1922  | 22 januari 1924  | Onafhankelijk      |
| Formeel geen leden van het kabinet, maar woonde kabinetsvergadering bij |                          |                                                            |                                       |                  |                  |                    |
| Ambtsbekleder                                                           | Ambtsbekleder            | Ambtsbekleder                                              | Functie                               | Ambtstermijn     | Ambtstermijn     | Partij             |
|                                                                         | Archibald Boyd-Carpenter | Archibald Boyd-Carpenter (1873–1937)                       | Thesaurier-generaal                   | 22 mei 1923      | 22 januari 1924  | Conservative Party |
|                                                                         | Douglas Hogg             | Sir Douglas Hogg (1872–1950)                               | Advocaat-generaal                     | 23 oktober 1922  | 22 januari 1924  | Conservative Party |
|                                                                         | William Joynson-Hicks    | Sir William Joynson-Hicks (1865–1932)                      | Minister voor Posterijen              | 5 februari 1923  | 27 augustus 1923 | Conservative Party |
|                                                                         | Laming Worthington-Evans | Sir Laming Worthington- Evans (1868–1931)                  | Minister voor Posterijen              | 27 augustus 1923 | 22 januari 1924  | Conservative Party |

Russell I ·
Smith-Stanley I ·
Hamilton-Gordon ·
Temple I ·
Smith-Stanley II ·
Temple II ·
Russell II ·
Smith-Stanley III ·
Disraeli I ·
Gladstone I ·
Disraeli II ·
Gladstone II ·
Gascoyne-Cecil I ·
Gladstone III ·
Gascoyne-Cecil II ·
Gladstone IV ·
Primrose ·
Gascoyne-Cecil III ·
Gascoyne-Cecil IV ·
Balfour ·
Campbell-Bannerman ·
Asquith I ·
Asquith II ·
Asquith III ·
Asquith IV ·
Lloyd George I ·
Lloyd George II ·
Law ·
Baldwin I ·
MacDonald I ·
Baldwin II ·
MacDonald II ·
MacDonald III ·
MacDonald IV ·
Baldwin III ·
Chamberlain I ·
Chamberlain II ·
Churchill I ·
Churchill II ·
Attlee I ·
Attlee II ·
Churchill III ·
Eden ·
Macmillan I ·
Macmillan II ·
Douglas-Home ·
Wilson I ·
Wilson II ·
Heath ·
Wilson III ·
Callaghan ·
Thatcher I ·
Thatcher II ·
Thatcher III ·
Major I ·
Major II ·
Blair I ·
Blair II ·
Blair III ·
Brown ·
Cameron I ·
Cameron II ·
May I ·
May II ·
Johnson I ·
Johnson II ·
Truss ·
Sunak ·
Starmer